# Kumari Ananthan
Harikrishnan Nadar Ananthakrishnan, dit Kumari Ananthan, né à Kânyâkumârî (Travancore, Inde britannique) le 19 mars 1933 et mort le 9 avril 2025 à Madras (Tamil Nadu, Inde), est un homme politique indien membre du Congrès national indien, parlementaire de l'Assemblée du Tamil Nadu, à quatre reprises, en 1980, 1984, 1989 et 1991.

## Biographie

### Carrière
Kumari Ananthan est élu au Lok Sabha de Nagercoil en tant que candidat au Congrès national indien en 1977. Il est cinq fois député à l'Assemblée du Tamil Nadu, Kumari Ananthan lance le Congrès Thondar, un nouveau parti politique se séparant du Congrès. Il fonde ce parti car il se dit frustré par la négligence des dirigeants du Congrès national envers la section du parti et les travailleurs de l'État du Tamil Nadu. Kumari Ananthan est nommé président du Conseil de développement de Palmyra en 2008.

### Mort
Kumari Ananthan meurt le 9 avril 2025 à Madras (Tamil Nadu), à l'âge de 92 ans.